# Everett L. Fullam

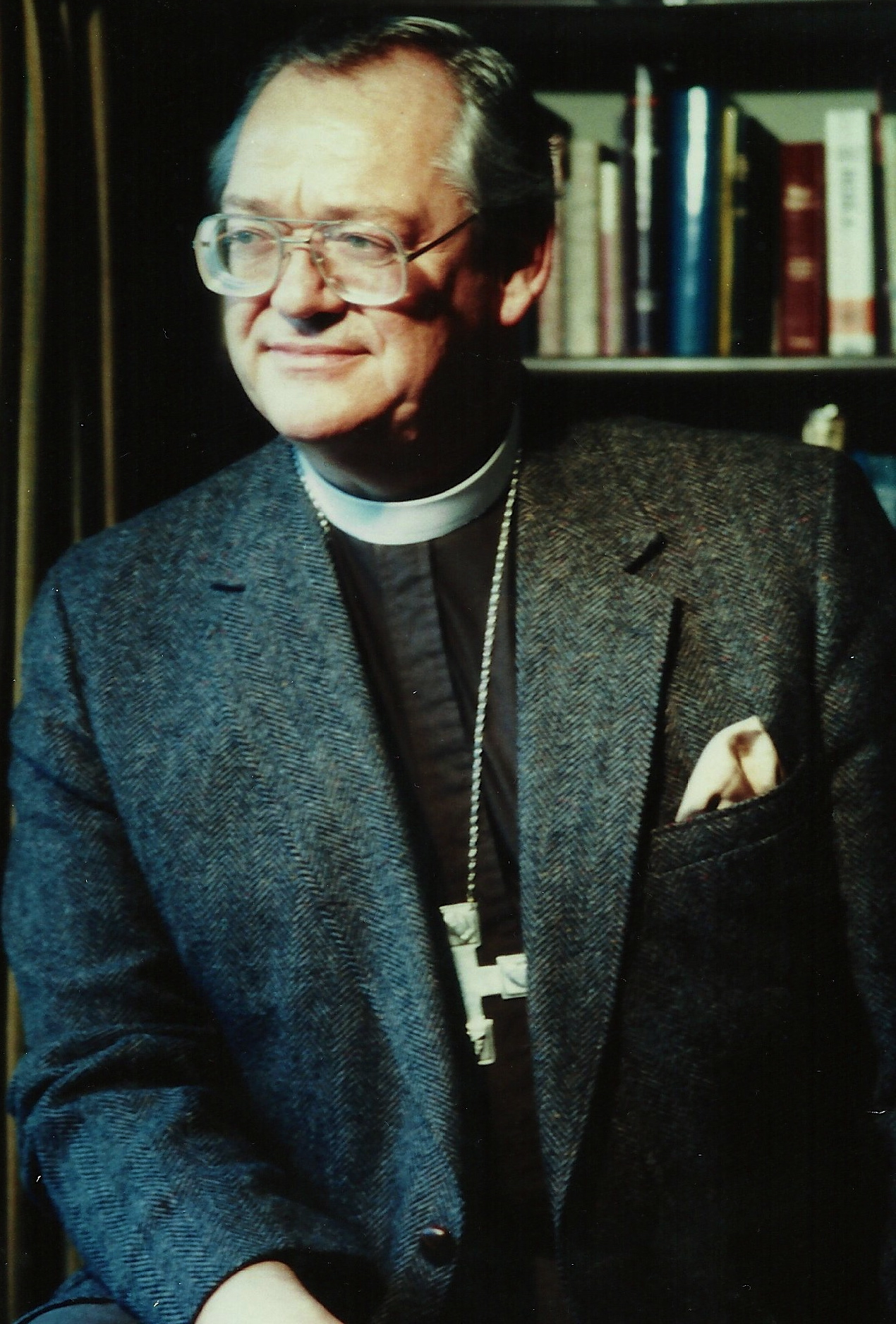

Everett Leslie "Terry" Fullam (1 de julio de 1930 - 15 de marzo de 2014) fue un sacerdote, erudito bíblico, y el profesor que ganó prominencia en la Iglesia Episcopal y la Comunión Anglicana mundial, católica y las comunidades protestantes de sus ministerios de renovación de 1972 a 1998.

## Ministerio
En 1972, Fullam aceptó convertirse en rector de la parroquia de St. Paul en Darien, CT. Por el modo de su liderazgo, St. Paul se convirtió en una de las iglesias más activas y de más rápido crecimiento en los Estados Unidos. Fullam puso especial énfasis en St. Paul la renovación para el clero y los laicos.
A medida que su reputación como líder de renovación dinámica creció, recibió y aceptó numerosas invitaciones para enseñar en todo el país y el mundo.
En 1980, un libro sobre Fullam, la parroquia de St. Paul, y su ministerio fue escrito por Bob Slosser, titulado Miracle in Darien (Milagro en Darien). El libro, que fue reeditado y revisado en 1997 (Bridge-Logos Publishers) , es reconocido hoy en día como un texto que conduce a la renovación de la iglesia.